# Tan Lei
Tan Lei (chinês simplificado: 谭蕾; Pingxiang, 18 de março de 1963 – 1 de abril de 2016) foi uma matemática chinesa, especialista em dinâmica complexa e análise complexa. É mais conhecida por suas contribuições ao estudo do conjunto de Mandelbrot e conjunto de Julia.

## Formação e carreira
Após obter um ]]doutorado]] em matemática em 1986 na Universidade Paris-Sul em Orsay, trabalhou como pesquisadora assistente em Genebra. Esteve no pós-doutorado no Instituto Max Planck de Matemática e na Universidade de Bremen até 1989, quando foi então lecturer na École normale supérieure de Lyon, França. Tan obteve um cargo de pesquisadora na Universidade de Warwick de 1995 a 1999, antes de tornar-se senior lecturer na Universidade Cergy-Pontoise. Foi professora da Université d'Angers em 2009.

## Trabalho matemático
Tan obteve resultados fundamentais sobre conjuntos de Julia e Mandelbrot, em particular investigando suas fractalidade e as similaridades entre os dois. Por exemplo, ela mostrou que os pontos de Misiurewicz destes conjuntos são assintoticamente similares mediante escalamento e rotação. Ela construiu exemplos de polinômios cujos conjuntos de Julia são homeomórficos ao tapete de Sierpinski e que são desconectados. Contribuiu para outras áreas da dinâmica complexa. Também escreveu algumas investigações e trabalhos de popularização sobre seus tópicos de pesquisa.

## Legado
Uma conferência em memória de Tan foi organizada em Pequim, China, em maio de 2016.

## Publicações

### Tese
- Tan, Lei (1986). Accouplements des polynômes quadratiques complexes. Comptes Rendus de l'Académie des Sciences (PhD). 302. Paris

### Livros
- Tan, Lei, ed. (2000). The Mandelbrot Set, Theme and Variations. Col: London Mathematical Society Lecture Note Series. 274. Cambridge: Cambridge University Press. ISBN 9780521774765

### Artigos
1. ↑  Local properties of The Mandelbrot set M, Similarity between M and Julia sets, Proceedings of the seventh European Women in Mathematics (EWM) meeting, Madrid, 1995, p. 71-82.
2. ↑  Similarity between the Mandelbrot set and Julia Sets, Communications in Mathematical Physics 134 (1990), pp. 587-617.
3. ↑  A Sierpinski carpet as Julia set, Appendix to: J. Milnor, Geometry and dynamics of quadratic rational maps, Exp. Math., volume 2, 1993, pp. 78-81
4. ↑  Com K. Pilgrim: Rational maps with disconnected Julia set, Astérisque, volume 261, 2000, pp. 349-384
5. ↑  With G.-Zh. Cui: A characterization of hyperbolic rational maps, Invent. math., Voluma 183, 2011, p. 451-516.
6. ↑  Com Xavier Buff: The quadratic dynatomic curves are smooth and irreducible, in: Araceli Bonifant, Misha Lyubich, Scott Sutherland (eds.), Frontiers in Complex Dynamics: In Celebration of John Milnor's 80th Birthday, Princeton University Press, 2014, p. 49-72.
7. ↑  With Xavier Buff and G.-Zh. Cui: Teichmüller spaces and holomorphic dynamics, in: Athanase Papadopoulos (ed.), Handbook of Teichmüller Theory, Volume 4, EMS 2014
8. ↑  With Arnaud Chéritat: Si nous faisons danser les racines? Un hommage à Bill Thurston , Images des mathématiques CNRS, 7 Nov. 2012